# Betting (Mosela)
Betting é uma comuna francesa na região administrativa do Grande Leste, no departamento de Mosela. Estende-se por uma área de 4.45 km², e possui 877 habitantes, segundo o censo de 2018, com uma densidade de 200 hab/km².